# Na raznych beregach
Na raznych beregach (На разных берегах) è un film del 1926 diretto da Aleksandr Litvinov.